# Dexcom
DexCom, Inc. är ett företag som utvecklar, producerar och distribuerar kontinuerlig glukosmonitorering (CGM) för behandling av diabetes. Huvudkontoret ligger i San Diego i Kalifornien, and deras fabrik finns i Mesa i Arizona.

## Historia
Dexcom grundades 1999 av Scott Glenn, John Burd, Lauren Otsuki, Ellen Preston och Bret Megargel. 2006 godkände U.S. Food and Drug Administration (FDA) Dexcoms första kontinuerliga glukosmonitoreringssystem, en 3-dagars sensor som gav 288 glukosvärden varje dygn. Nästa generation CGM från Dexcom godkändes i maj 2007 och nu hade mätnoggrannheten ökat och varje sensor kunde nu användas i 7 dagar.  
I februari 2009 godkändes Seven Plus och fick sin CE-märkning i november 2009. Dexcoms nästa generation CGM fick namnet G4 Platinum och godkändes 2012 för personer över 18 år, 2014 godkändes produkten för användning av barn 2-17 år. Året efter, 2015, lanserades G4 Platinum Share, en följarfunktion där användaren kunde dela sina glukosdata med upp till 5 följare. G5 kom 2016 och den senaste modellen. Dexcom G6, godkändes 2018.

## Skillnaden mellan bas-CGM och smart-CGM
Bas-CGM är den benämning som används för de CGM-produkter som har fåtal varningar/larm och med begränsade individuella val. Dessa används ofta istället för fingestick och där tillräcklig blodsockerkontroll kan fås med endast hög- och lågvarning.
Smart-CGM är produkter som har ett flertal individanpassade varningar och larmfunktioner. Smart-CGM är till för de som behöver lite extra stöd i sin diabetesbehandling såsom till exempel  barn eller unga vuxna,  gravida, fysiskt aktiva eller de med hypo-problematik. 

## Dexcom G7
Dexcom G7 är en smart-CGM med många olika varningar och larm för att kunna individanpassas och göra livet enklare för de som lever med diabetes. Få smarta varningar när det behövs och agera i tid. Dexcom G7 har en kort uppvärmningstiden vilket innebär kortare tid utan värden. Dexcom G7 ger insikter och förståelse för bättre diabeteskontroll eftersom man enkelt ser tid i målområdet direkt i appen eller mottagaren.
Det finns en följarfunktion och man kan ha upp till 10 följare.

## Dexcom ONE+
Den senaste Dexcom-sensorn som nu har lanserats, Dexcom ONE+, har tagits fram för personer som lever med alla typer av diabetes och har utformats baserat på feedback från slutanvändare och vårdpersonal. Dexcom ONE+ är en bas-CGM för de med typ 1 eller typ 2-diabetes och som inte har behov av en smart-CGM och lämpar sig för de som ligger inom sitt målvärde när det gäller HbA1c och tid i målområdet.
Dexcom ONE+ har hög- och lågvarning samt varningen fördröj 1:a varningen vid höga värden.
Det finns en följarfunktion och man kan ha upp till 10 följare.

## Dexcom G6
Dexcom G6 är en blodsockermätare som kontinuerligt mäter blodsockret i realtid. Med Dexcom G6 ser man sina glukosvärden i mobiltelefonen (kräver kompatibilitet) eller en dedikerad mottagare och kan ställa anpassningsbara larm för att få en så optimal blodsockerkontroll som möjligt.
Dexcom G6 är den sensor som har flest möjligheter, jämfört med konkurrerande produkter, att kopplas ihop med smarta pennor och insulinpumpar.